# Valerij Pavlovics Cskalov
Valerij Cskalov (Vasziljovo ma Cskalovszk, 1904. február 2. – Moszkva, 1938. december 15.) szovjet pilóta, berepülőpilóta, távolsági repülő.

## Életpálya
1918-ban éhínség miatt bezárták az iskoláját. 1919-ben önkéntesként bevonult a Vörös Hadseregbe, repülőgép-szerelőként dolgozott. A polgárháború után repülőiskolába küldték, ahol repülővezetői diplomát szerzett. 1924-től a vadászrepülőknél szolgált. A tehetséges pilóta különféle manőverek bemutatásával hangsúlyozta repülővezetői képességeit. Egy alkalommal a  Néva felett átívelő leningrádi hidak alatt repült át, ami dicsőséget és fogdát eredményezett. 1928-ban Brjanszkba vezényelték. Itt egy távvezeték alatt átrepülve belegabalyodott a drótokba, emiatt egy év börtönt kapott, és eltávolították a hadseregből. Különféle repülővezetői munkákkal kereste kenyerét. 1930-tól berepülőpilótaként  alkalmazták. Összesen több mint 70 új típusú gépet próbált ki, a magas szintű műrepülés terén új figurákat dolgozott ki és honosított meg, köztük az emelkedő dugóhúzót és a késleltetett orsót.
1935-től lehetősége nyílt arra, hogy hosszú távú repülésekben vegyen részt. A Tupoljev tervezőiroda az ANT–25 típusú gépet külön erre az útra felkészítette és 1936. július 20-án Cskalov, Bajdukov és Beljakov elindult Kamcsatka és Szahalin felé, a repülés idejére riadókészültségbe helyezték a szovjet flottát. A gép három nap múlva célba ért. A jegesedés miatt azonban a tervezett Petropavlovszk-Kamcsatszkijig nem jutottak el, az Amur torkolatában egy szigeten kényszerleszállást kellett végrehajtaniuk. A bravúros teljesítmény világszerte feltűnést keltett. Augusztusban, amikor az időjárás kedvezőbbre fordult, a legénység visszafelé is megtette az utat, a moszkvai repülőtéren maga Sztálin fogadta őket. Nem sokkal később még merészebb vállalkozásba kezdtek, az Északi-sark átrepülésével akartak Amerikába jutni. Az ANT–25 1937. június 18-án szállt fel Moszkvából, és két nap múlva landolt Vancouver közelében. Az útvonalat a rossz időjárás miatt gyakorlatilag „vakon”, műszeresen repülték le. Az ANT–25 63 óra alatt 9500 kilométert tett meg addig sosem próbált útvonalon, de a távrepülési világrekordot nem sikerült megdöntenie. Az amerikaiak óriási lelkesedéssel üdvözölték Sztálin sólymait, akiket Washingtonban Roosevelt elnök is fogadott, majd július 14-én hajóval indultak haza. Útközben Londonban és Párizsban is hatalmas tömeg ünnepelte őket. Otthon tízezrek fogadták, Sztálinnak és a szovjet kormány tagjainak tett jelentést a feladat végrehajtásáról. Visszatérve berepülőpilótai munkájához, 1938. december 15-én az I–180 repülőgép prototípusával lezuhant és szörnyethalt.

## Szakmai sikerek
- 1935-ben Lenin-rendet kapott,
- 1936-ban a Szovjetunió Hőse kitüntetést kapta,
- 1937-ben a Vörös Zászló érdemrendet vehette át.

## Emlékezete
- Életéről: A felhők titánja címmel film készült,
- 1938–1957 között Orenburg Cskalov nevét viselte,
- egy cseresznye-fajta és számos légibázis, iskola viseli ma is nevét,
- Seattle-ben mellszobrot állítottak emlékére.